# Cadena de Hinterautal-Vomper
La cadena de Hinterautal-Vomper (alemán: Hinterautal-Vomper-Kette), también llamada la cadena principal del Karwendel (Karwendelhauptkette), es la cadena montañosa más larga en los Alpes de Karwendel en Austria. Tiene numerosos picos que alcanzan alturas de 2.500 m, incluyendo la cumbre más alta del Karwendel, el Birkkarspitze (2.749 m ), y sus vecinos, los tres Ödkarspitzen. Mientras que las largas crestas se prolongan al sur y al norte de la parte occidental de la cadena principal, con los típicos glaciares de circo Karwendel situados entre ellas, la parte oriental tiene una cara casi sólida de roca de 1000 m de altura en el lado norte, que es más llamativa del Laliderer Wand. La cadena principal se divide en el Hinterautal (Hinterautalkette) en el oeste y la cadena Vomper (Vomperkette) en el este y se extiende a través de los Alpes Karwendel desde Scharnitz en el oeste a la aldea de Vomp en el este.
Al norte de la cadena Hinterautal-Vomper se encuentra la cadena Karwendel del Norte (Nördliche Karwendelkette), al sur sigue la Cadena Gleirsch-Halltal, que tiene pendientes muy empinadas al norte, a menudo verticales a cientos de metros de altura que son típicas de los cuatro cadenas montañosas de Karwendel.
A lo largo de la parte occidental de la cadena Hinterautal-Vomper corre un alto y difícil sendero montañoso alpino llamado Toni Gaugg Mountain Path (Toni-Gaugg-Höhenweg). Esto permite que la cadena de Hinterautal se pueda atravesar desde la cabaña de Pleisen al Karwendelhaus.
En los Alpes Bávaros, a los cuales pertenece el Karwendel, hay una serie de glaciares pequeños y muy pequeños. En la cadena de Hinterautal-Vomper hay un único glaciar en el Karwendel, el Eiskarln, al norte de y debajo del Eiskarlspitze.

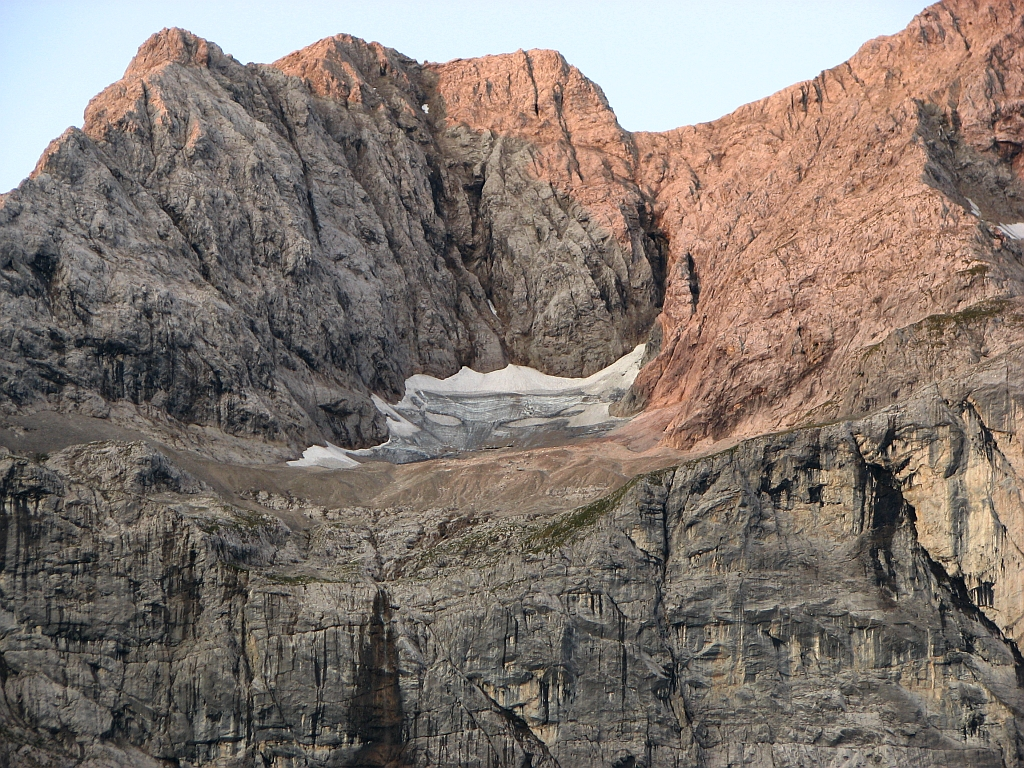
El Eiskarln, el único glaciar del Karwendel, se encuentra al norte y debajo de la Eiskarlspitze

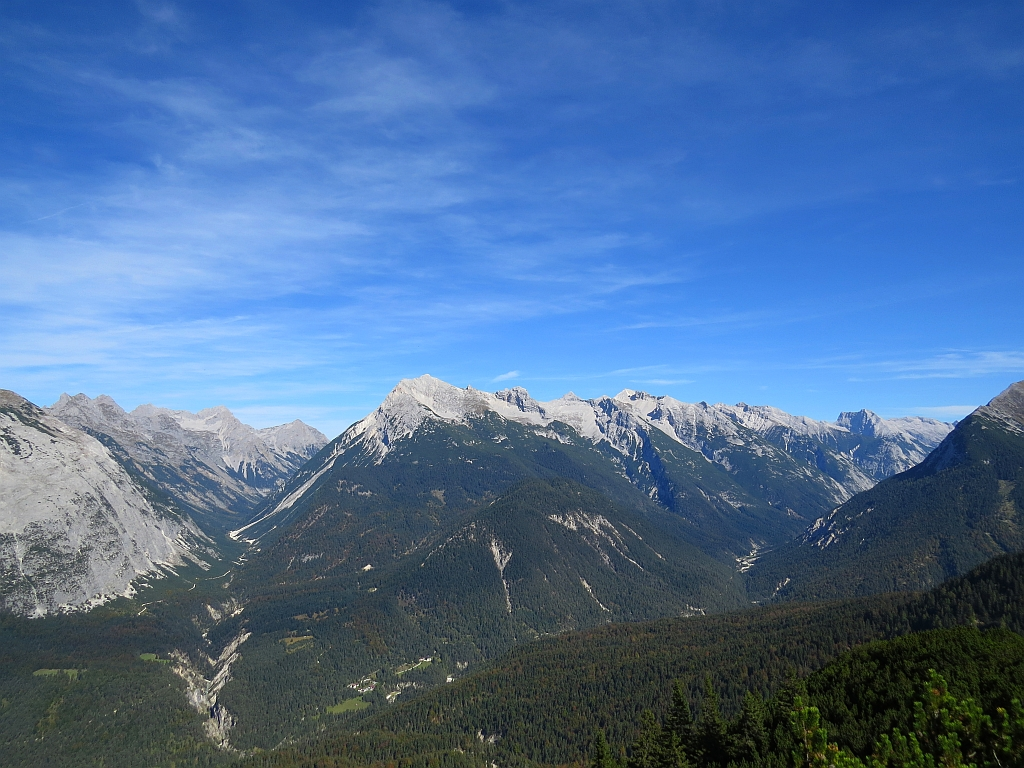
La cadena occidental Hinterautal-Vomper del Zäunlkopf

## Cumbres importantes
Las montañas de la cadena, enumeradas de oeste a este, son las siguientes (la medición de altitud se refiere a metros sobre el Adriático, m AA):
- Pleisenspitze (2569 m)
- Larchetkarspitze (2541 m)
- Große Riedlkarspitze (2585 m)
- Breitgrieskarspitze (2590 m)
- Oberer Spitzhüttenkopf (2502 m)
- Große Seekarspitze (2677 m)
- Marxenkarspitze (2636 m)
- Occidental Ödkarspitze (2712 m)
- Medio Ödkarspitze (2745 m)
- Oriental Ödkarspitze (2738 m)
- Hochalmkreuz (2192 m)
- Birkkarspitze (2749 m)
- Kaltwasserkarspitze (2733 m)
- Rauhkarlspitze (2619 m)
- Moserkarspitze (2533 m)
- Del norte Sonnenspitze (2650 m)
- Del sur Sonnenspitze (2668 m)
- Laliderer Spitze (2588 m)
- Dreizinkenspitze (2603 m)
- Grubenkarspitze (2663 m)
- Rossloch Cresta (Rosslochkamm)
  - Sunntigerspitze (2321 m)
  - Hallerangerspitze (2442 m)
  - Gamskarspitze (2601 m)
  - Brantlspitze (2626 m)
  - Hochkanzel (2574 m)
  - Rosslochspitze (2538 m)
- Spritzkarspitze (2606 m)
- Spitzkarlspitze (2376 m)
- Eiskarlspitze (2610 m)
- Hochglück (2573 m)
- Huderbankspitze (2319 m)
- Barthspitze (2454 m), llamado así por  Hermann von Barth, el "Explorador del Karwendel"
- Schafkarspitze (2505 m)
- Mitterkarlspitze (2418 m)
- Lamsenspitze (2508 m)
- Rotwandlspitze (2322 m)
- Steinkarlspitze (2460 m)
- Hochnissl (2547 m)
- Schneekopf (2313 m)
- Mittagspitze (2332 m)
- Fiechter Spitze (2299 m)

- Datos: Q1619623
- Multimedia: Hinterautal-Vomper-Kette / Q1619623